# Aéroport international de Morelia
L’aéroport international General Francisco Mujica, ou simplement l’aéroport international de Morelia, (code IATA : MLM • code OACI : MMMM • code DGAC M. : MLM) est un aéroport international situé à Álvaro Obregón près de Morelia dans l'État du Michoacán au Mexique. L'aéroport gère le trafic aérien national et international de la ville de Morelia. Nommé en l'honneur de l'ancien gouverneur du Michoacán Francisco José Múgica. L’aéroport international Francisco J. Mujica est le plus grand de l’État de Michoacan. Le trajet le plus long depuis Morelia est celui de Chicago, desservi par Volaris, tandis que celui le plus court est celui de Mexico, desservi par Aeroméxico Connect. 
L'un des aéroports à la croissance la plus rapide du pays, il a accueilli 618 800 passagers en 2017 et 721 802 passagers en 2018.  

## Histoire
L’aéroport a ouvert ses portes en 1984 et n’avait au départ qu’un vol quotidien avec un DC-9 à destination de Mexico. L'aéroport est devenu le plus important de l'État du Michoacán. 
Dans le passé, l'aéroport était desservi par Aero California, Aero Sudpacífico, Aeromar, Aviacsa, Avolar, Líneas Aéreas Azteca, Continental (maintenant United), Mexicana, TAESA et TAR. 

## Situation
| \| 500 km1:6 468 000 \| Acapulco Aguascalientes Huatulco Campeche Cancún Chetumal Chihuahua Ciudad · del Carmen Ciudad Juárez Ciudad · Obregón Ciudad · Victoria Colima Cozumel Culiacán Guanajuato Durango Guadalajara Hermosillo Ixtapa · Zihuatanejo La Paz San José · del Cabo Los Mochis Matamoros Mazatlán Mérida Mexicali Mexico B.J. Mexico F.A. Minatitlán Monterrey Morelia Nuevo · Laredo Oaxaca Playa · de Oro Puebla Puerto · Escondido Puerto · Vallarta Querétaro Reynosa San Luis · Potosí Tampico Tapachula Tepic Tijuana Toluca Torreón Tuxtla Gutiérrez Uruapan Veracruz Villahermosa Zacatecas |
| 500 km1:6 468 000 |

## Compagnies aériennes et destinations

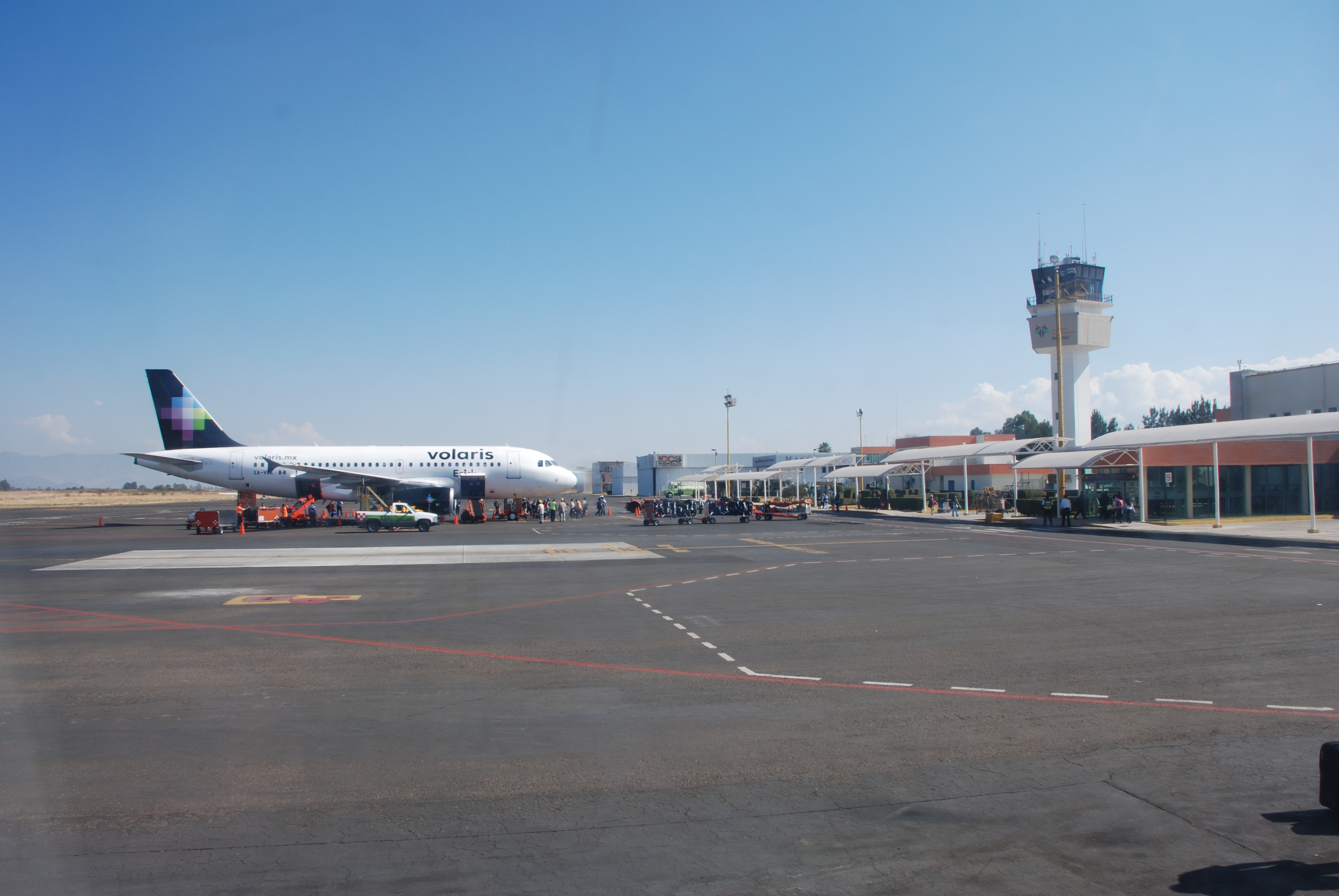
Un A319 Volaris garé à la porte.

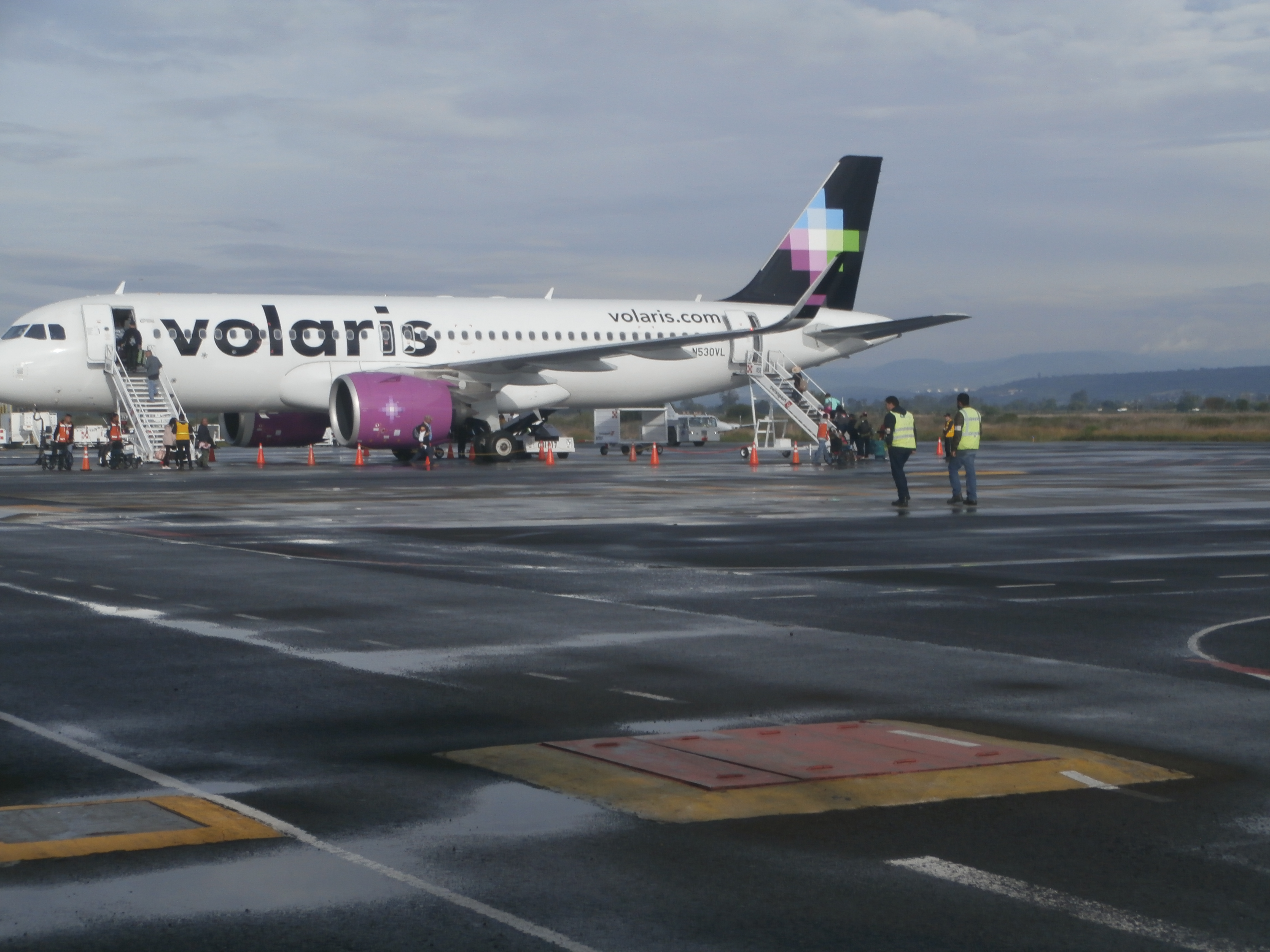
Un Volaris A320-271N (N530VL) stationné sur le tarmac

| Compagnies         | Destinations                                                                                          |
| ------------------ | --- |
| Aeroméxico         | en saison : Chicago-O'Hare,Mexico-B. Juárez                                                           |
| Aeroméxico Connect | Mexico-B. Juárez en saison : Tijuana-A. L. Rodríguez                                                  |
| American Eagle     | Dallas-Fort Worth                                                                                     |
| United Express     | Houston-George Bush                                                                                   |
| VivaAerobus        | Monterrey-M. Escobedo, Tijuana-A. L. Rodríguez                                                        |
| Volaris            | Chicago-Midway, Fresno Yosemite, Los Angeles, Oakland, San José (Californie), Tijuana-A. L. Rodríguez |

## Statistiques

### Graphique
Pour des raisons techniques, il est temporairement impossible d'afficher le graphique qui aurait dû être présenté ici.

Voir la requête brute et les sources sur Wikidata.

### Itinéraires les plus fréquentés
| Rang | Ville                       | Les passagers | Classement | Compagnie aérienne                       |
| ---- | --------------------------- | ------------- | ---------- | ---------------------------------------- |
| 1    | Basse-Californie , Tijuana  | 117 976       | Stable     | Aeroméxico Connect, VivaAerobus, Volaris |
| 2    | État de Mexico , Mexico     | 47 309        | Stable     | Aeroméxico, Aeroméxico Connect           |
| 3    | Basse-Californie , Mexicali | 21 416        | Stable     | Volaris                                  |
| 4    | Nuevo León , Monterrey      | 3 558         | 1          | VivaAerobus                              |
| 5    | Coahuila , Torreón          | 47            | 1          |                                          |
| 6    | Veracruz , Veracruz         | 38            | 3          |                                          |
| 7    | Querétaro , Querétaro       | 20            | 1          |                                          |

| Rang | Ville                                             | Les passagers | Classement | Compagnie aérienne  |
| ---- | ------------------------------------------------- | ------------- | ---------- | ------------------- |
| 1    | États-Unis , Chicago (aéroports Midway & O'Hare ) | 44,202        | Stable     | Aeroméxico, Volaris |
| 2    | États-Unis , Los Angeles                          | 30 360        | Stable     | Volaris             |
| 3    | États-Unis , Oakland                              | 28 673        | Stable     | Volaris             |
| 4    | États-Unis , Dallas                               | 19 571        | Stable     | Aigle américain     |
| 5    | États-Unis , San José                             | 15 202        | 1          | Volaris             |
| 6    | États-Unis , Houston                              | 14 454        | 1          | United Express      |
| 7    | États-Unis , Fresno                               | 14 177        | Stable     | Volaris             |

## Voir également
- Liste des aéroports les plus fréquentés du Mexique